# USS Ernest E. Evans (DDG-141)
«Ернест Еванс» (англ. USS Ernest E. Evans (DDG-141) - ескадрений міноносець КРО типу «Арлі Берк» ВМС США, серії III. 

## Історія створення
Ескадрений міноносець «Ернест Еванс» був замовлений 15 серпня 2023 року. Це 91-й корабель даного типу.
Свою назву отримав на честь морського офіцера Ернеста Едвіна Еванса, першого корінного американця, нагородженого Медаллю Пошани. Про присвоєння назви 15 листопада 2023 року оголосив Міністр військово-морських сил США Карлос Дель Торо.
про назву